# Konrad von Brundelsheim
Konrad von Brundelsheim OCist  (* 13. Jahrhundert; † um den 11. November 1321 in Heilsbronn) war von 1303 bis 1306 und von 1317 bis 1321 Abt des Zisterzienserklosters Heilsbronn in Mittelfranken.

## Leben und Werk
Konrad von Brundelsheim gilt als der mutmaßliche Verfasser der in zahlreichen Handschriften und Frühdrucken anonym überlieferten Sermones Socci (auch Sermones in soccis). Dieses Werk ist eine der umfangreichsten und verbreitetsten Predigtsammlungen des deutschen Spätmittelalters. Konrad von Brundelsheim schrieb außerdem das kleine Werk De modo proficiendi in religione für die geistliche Unterweisung von Novizen.